# KakaoTalk
KakaoTalk (korejsky 카카오톡; v Koreji běžně zkracovaný jako KaTalk – 카톡) je jihokorejská mobilní aplikace pro zasílání zpráv provozovaná společností Kakao Corporation. Aplikace byla spuštěna 18. března 2010.
V květnu 2017 měl KakaoTalk 220 miliónů registrovaných a 49 miliónů aktivních uživatelů měsíčně. V Jižní Koreji aplikaci používá 97 % majitelů chytrých telefonů, a jedná se tedy o nejrozšířenější aplikaci pro zasílání zpráv v Koreji. Je dostupný v 15 jazycích.

## Služby
Kromě bezplatných hovorů a zpráv mohou uživatelé sdílet fotografie, videa, hlasové zprávy, polohu, URL odkazy a také kontakty. Jak individuální, tak skupinové chaty jsou dostupné přes Wi-Fi, 3G nebo LTE a počet lidí na skupinovém chatu není nijak omezen.
Aplikace automaticky synchronizuje seznam kontaktů uživatele v jeho chytrém telefonu se seznamem kontaktů v aplikaci. Uživatelé mohou také vyhledávat přátele podle KakaoTalk ID, aniž by museli znát jejich telefonní čísla. Služba KakaoTalk také umožňuje svým uživatelům exportovat své zprávy a ukládat je.
Dne 13. ledna 2021 vydala společnost KakaoTalk emotikonovou měsíční službu s pevnou sazbou. „Emoticon Plus“ je služba, která umožňuje neomezené používání vybrané kolekce emotikonů Kakao za 3 900 ₩ měsíčně. Po přihlášení k odběru 'KakaoTalk Wallet' si uživatelé mohou zakoupit vstupenku vlastní platbou.